# Billy Beane

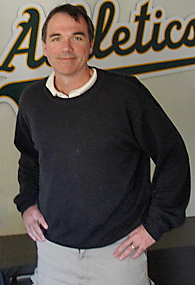
Billy Beane

William „Billy“ Lamar Beane III (Orlando, Florida, 29 maart 1962) is een voormalig professioneel honkbalspeler. Hij was van 1997 tot 2015 General Manager van de Oakland Athletics in de Major League Baseball en is sindsdien Executive Vice President of Baseball Operations bij diezelfde club.

## Leven en carrière
Beane groeit op als zoon van een marineofficier en sinds zijn jeugd wordt het al duidelijk dat hij een aanleg heeft voor verschillende sporten. Als 18-jarige besluit hij om zich op zijn honkbalcarrière te richten en hij neemt deel aan de MLB Draft van 1980, waar hij gecontracteerd wordt door de New York Mets. Door deze keuze moest hij een studiebeurs afslaan van het gerenommeerde Stanford University, iets waarvan hij later toegaf dat dit een "grote fout" was. Bij de Mets maakte Beane pas in september 1984 zijn debuut in de MLB en kon hij geen indruk maken. Na twee seizoenen werd hij door de Mets geruild naar de Minnesota Twins, de ploeg waarmee hij in 1987 de World Series wist te winnen (maar zelf slechts 12 wedstrijden voor in actie kwam dat seizoen). Ook bij zijn twee laatste teams, de Detroit Tigers en de Oakland Athletics, was hij geen vaste waarde en wist Beane geen sportieve successen te behalen.
Beane werd pas bekender na zijn actieve honkbalcarrière, toen hij aan de slag ging bij de Oakland Athletics en daar door de jaren heen verschillende rollen bekleed heeft. Hij begon er als scout, werd in 1993 assistent-directeur, vanaf 1997 General Manager en sinds 2015 is hij Executive Vice President of Baseball Operations van zijn voormalig team. Hij maakte bij de club furore vanwege zijn toepassing van sabermetrics, een empirische analyse van honkbal door middel van statistieken, voor de waardebepaling van honkbalspelers. Vanaf 2000 gebruikte hij deze analyse om het team van de Athletics om te bouwen en behaalde de ploeg, die daarvoor financieel een van de kleinere teams was, vier jaar op rij de play-offs voor de World Series (waar ze wel altijd vroeg uitgeschakeld werden). Beane en de Athletics liftten met het gebruik van sabermetrics mee op de Moneyball Years in de MLB, een periode waar veel statistisch sterke honkballers lucratieve contracten aangeboden kregen. Sinds Beane als Executive Vice President of Baseball Operations opereert, focust hij zich bij de Athetics op het vastleggen van onderschat, jong talent en ruilt hij regelmatig zijn beste spelers om voor potentiële tophonkballers. In Nederland heeft Billy Beane via een van zijn bedrijven aandelen in voetbalclub AZ.

## Nalatenschap
De carrière en prestaties van Beane als directeur van de Athletics zijn door verschillende tijdschriften gemarkeerd als buitengewoon. Het grootste Amerikaanse sporttijdschrift Sports Illustrated nam Beane op in hun top 10-lijst van de beste Noord-Amerikaanse sportdirecteuren van de jaren 2000. In 2003 bracht auteur Michael Lewis een boek uit over de 'Moneyball Years' getiteld Moneyball: The Art of Winning an Unfair Game. Dit boek werd in 2011 verfilmd, waarbij Hollywood-ster Brad Pitt de rol vertolkte van Beane. Bij de Oscars van 2012 werd de film vanwege de positieve kritieken genomineerd voor zes categorieën, waaronder 'Beste Film' en 'Beste Mannelijke Hoofdrol'.